# Åttatimmarsdagen
Åttatimmarsdagen syftar på införandet av åtta timmars arbetsdag som "normalarbetsdag".

## Sverige
I Sverige togs beslutet att införa åtta timmars arbetsdag den 27 (andra kammaren) respektive 29 september 1919 (första kammaren) av en urtima riksdag, men man arbetade på lördagar fram till 1971. Jordbruket berördes inte av beslutet. Man arbetade då 48 timmar i veckan eftersom lördagen var arbetsdag.
Införandet föregicks av den förkortade arbetstid om 51 timmar per vecka i byggbranschen 1918, som blev resultatet av en utdragen arbetsmarknadskonflikt.